# 李佼
李佼（1973年1月15日—），出生於中國山東省青島市，荷兰籍女子桌球運動員。2016年夏季奥运会后宣布退役，现担任荷兰男子乒乓球队主教练，合约至2020年夏奥会后。
她曾獲得歐洲乒乓球錦標賽兩座單打冠軍、三座團體冠軍。

## 主要比賽最佳成績

### 單打
- 奧運會：半準決賽（2012年）
- 世界錦標賽：半準決賽（2005年）
- 世界盃：五至八名（2009年）
- 歐洲錦標賽：冠軍（2007年、2011年）
- Europe Top-12：冠軍（2007年、2008年、2010年、2011年）
- 世界巡迴賽：冠軍（2008年斯洛維尼亞公開賽、2010年波蘭公開賽）
- 世界巡迴賽年終賽：準決賽（2010年）

### 雙打
- 世界錦標賽：十六強（2011年）
- 世界巡迴賽：冠軍（2004年波蘭公開賽、2013年捷克公開賽）
- 世界巡迴賽年終賽：準決賽（2010年）

### 混雙
- 世界錦標賽：三十二強（2005年、2007年）
- 歐洲錦標賽：半準決賽（2005年）

### 團體
- 奧運會：第五名（2012年）
- 世界錦標賽：第六名（2012年）
- 世界盃：第五名（2011年）
- 世界團體錦標賽：第五名（2013年）
- 歐洲錦標賽：冠軍（2008年、2009年、2011年）